# Орден «За мужність»
О́рден «За му́жність» I, II, III ступеня — державна нагорода України, орден, який надається для відзначення військовослужбовців, працівників правоохоронних органів та інших осіб за особисті мужність і героїзм, виявлені при рятуванні людей, матеріальних цінностей під час ліквідації наслідків надзвичайних ситуацій, у боротьбі зі злочинністю, а також в інших випадках при виконанні військового, службового, громадянського обов'язку в умовах, пов'язаних з ризиком для життя.
Автор знаків ордена — художник Микола Лебідь.

## Історія нагороди
- 29 квітня 1995 року Указом Президента України Л. Д. Кучми № 340/95 засновані відзнаки Президента України «За мужність» — зірка «За мужність» і хрест «За мужність». Указом також затверджені Положення та опис відзнак. Того ж дня була заснована відзнака Президента України «Іменна вогнепальна зброя».

- 21 серпня 1996 року Указом Президента України Л. Д. Кучми № 720/96 заснована відзнака Президента України — орден «За мужність» I, II, III ступеня. Указом також затверджені Статут відзнаки та опис знаків ордена. До нагороджених орденом «За мужність» були прирівняні особи, нагороджені відзнаками Президента України «За мужність» — зіркою «За мужність» та хрестом «За мужність»; припинено подальше нагородження відзнаками Президента України «За мужність».

- 16 березня 2000 року Верховна Рада України прийняла Закон України «Про державні нагороди України», у якому була встановлена державна нагорода України — орден «За мужність» I, II, III ступеня. Було установлено, що дія цього Закону поширюється на правовідносини, пов'язані з нагородженням осіб, нагороджених відзнаками Президента України до набрання чинності цим Законом; рекомендовано Президентові України привести свої укази у відповідність із цим Законом.

## Відзнаки Президента України— зірка «За мужність» і хрест «За мужність»
До нагороджених орденом «За мужність» прирівнюються особи, нагороджені відзнаками Президента України — зіркою «За мужність», хрестом «За мужність» (засновані 29 квітня 1995 року), які у зв'язку з цим визнаються кавалерами ордена «За мужність», зберігаючи право на носіння вручених їм відзнак. У зв'язку із встановленням у 1996 р. ордена «За мужність» припинено нагородження відзнаками Президента України — зіркою «За мужність» і хрестом «За мужність».

## Нагородження ветеранів
Указом Президента України Л. Д. Кучми № 1329/99 від 14 жовтня 1999 року з нагоди 55-ї річниці визволення України від фашистських загарбників, за мужність і самовідданість, виявлені в боротьбі з фашизмом у роки Великої Вітчизняної війни 1941—1945 років було постановлено нагородити відзнакою Президента України — орденом «За мужність»:
- осіб рядового, сержантського та старшинського складу — учасників бойових дій у Великій Вітчизняній війні.

Указом Президента України Л. Д. Кучми № 1314/2003 від 18 листопада 2003 року на доповнення указу № 1329/99 було постановлено нагородити орденом «За мужність»:
- партизанів і підпільників — учасників бойових дій у Великій Вітчизняній війні.

Указом Президента України В. А. Ющенка № 161/2006 від 28 лютого 2006 року була поширена чинність указу № 1329/99 щодо нагородження орденом «За мужність»:
- учасників бойових дій у війні 1945 року з імперіалістичною Японією.

## Статут відзнаки Президента України— ордена «За мужність»
- Орденом «За мужність» нагороджуються громадяни України, а також іноземні громадяни та особи без громадянства.
- Нагородження орденом «За мужність» здійснюється Указом Президента України.
- Орден «За мужність» має три ступені. Вищим ступенем ордена є I ступінь. Нагородження орденом провадиться послідовно, починаючи з III ступеня.
- Нагороджений орденом «За мужність» будь-якого ступеня іменується кавалером ордена «За мужність».
- Орден «За мужність» I ступеня має знак ордена — хрест і зірку ордена, а II і III ступеня — тільки знак ордена.
- Позбавлення ордена «За мужність» може бути проведено Президентом України у разі засудження нагородженого за тяжкий злочин — за поданням суду на підставі та в порядку, встановленому законодавством.
- Орден «За мужність» вручає Президент України або за його уповноваженням Голова Верховної Ради України та його заступники, Прем'єр-міністр України, перший віцепрем'єр-міністр України, віцепрем'єр-міністри України, Голова Верховного Суду України, Голова Конституційного Суду України, Генеральний прокурор України, голова Комісії по державних нагородах України при Президентові України, керівник відповідного міністерства, іншого центрального органу виконавчої влади, Голова Верховної Ради Автономної Республіки Крим, Голова Ради Міністрів Автономної Республіки Крим, голова обласної, Київської, Севастопольської міської державної адміністрації, командувач відповідного військового формування.
- Нагородження орденом «За мужність» може бути проведено посмертно. У разі нагородження особи орденом «За мужність» посмертно нагородні знаки та орденська книжка відповідного ступеня ордена передаються сім'ї нагородженого.

## Опис відзнаки Президента України— ордена «За мужність»

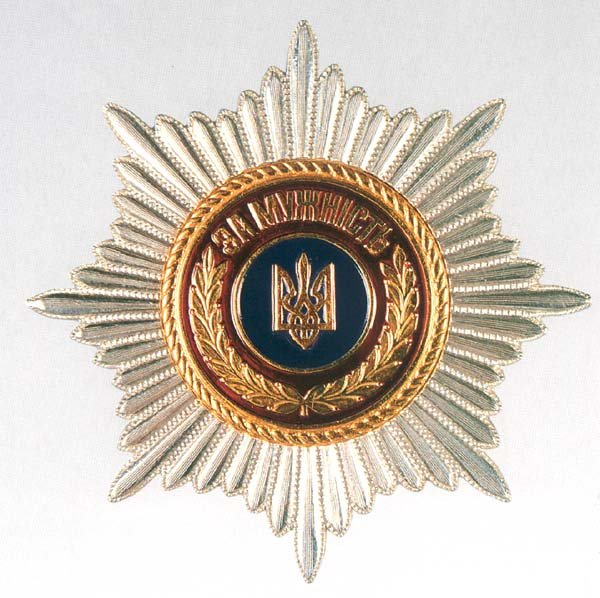
Зірка ордена I ступеня

Зірка ордена «За мужність» виготовляється зі срібла і має форму восьмикутної зірки з пучками розбіжних променів. Посередині зірки розміщено круглий медальйон, покритий темно-малиновою емаллю, у центрі якого — синє емалеве коло із зображенням малого Державного Герба України. У верхній частині медальйона, над колом, — напис: «За мужність», у нижній частині, з боків — дві лаврові гілки. Пружки медальйона і кола подвійні. Усі зображення і напис — рельєфні, позолочені. Розмір зірки між протилежними кінцями променів — 63 мм. Зворотний бік зірки — плоский, з вигравіруваним номером та застібкою для прикріплення зірки до одягу.
Знак ордена «За мужність» I ступеня виготовляється з позолоченого срібла і має форму рівностороннього хреста, накладеного на лавровий вінок. Хрест покритий білою емаллю, по периметру облямований металевими позолоченими крапками під бісер. З-під хреста розходяться два схрещені мечі вістрям униз. Посередині знака — синє емалеве коло з зображенням малого Державного Герба України. У верхньому кінці хреста є кільце з вушком, крізь яке протягується стрічка для носіння знака ордена на шиї. Усі зображення рельєфні. Пружки хреста, кола, вінок, мечі, малий Державний Герб України, вушко з кільцем — позолочені. Розмір знака між протилежними кінцями хреста — 54 мм. Зворотний бік знака плоский, з вигравіруваним номером ордена.
Знак ордена «За мужність» II ступеня виготовляється зі срібла і має форму хреста з широкими загостреними кінцями. Посередині знака — рівносторонній хрест, покритий білою емаллю, з-під якого розходяться два схрещені мечі вістрям униз. На хресті розміщено круглий медальйон, покритий темно-малиновою емаллю, у центрі якого — синє емалеве коло з зображенням малого Державного Герба України. У верхній частині медальйона, над колом, — напис: «За мужність», у нижній частині, з боків, — дві лаврові гілки. Пружки хреста, медальйона і кола, напис, малий Державний Герб України, лаврові гілки і мечі — позолочені. Всі зображення рельєфні. Розмір знака між протилежними кінцями хреста — 42 мм. Зворотний бік знака — плоский, з вигравіруваним номером ордена. Знак за допомогою кільця та вушка з'єднується з прямокутною колодкою, обтягнутою шовковою муаровою стрічкою.
Знак ордена «За мужність» III ступеня такий самий, як і знак ордена «За мужність» II ступеня, але виготовляється з нейзильберу.
Стрічка ордена «За мужність» I ступеня шовкова муарова синього кольору. З боків на відстані 2 мм від краю дві білі поздовжні смужки, шириною 3 мм. Ширина стрічки — 28 мм. Стрічка ордена II і III ступенів шовкова муарова синього кольору з поздовжніми смужками: широкими — жовтою посередині і двома синіми з боків, вузькими — малиновою і білою між ними та жовтою по краях. Ширина стрічки — 28 мм, ширина смужок: широких по 7 мм і вузьких: білої — по 1,5 мм, жовтої та малинової — по 1 мм.
Колодка ордена «За мужність» являє собою прямокутну металеву пластинку, обтягнуту стрічкою. На колодці ордена «За мужність» II ступеня — позолочений вінок з рослинного орнаменту, діаметром 16 мм. Розмір колодки: довжина — 45 мм, ширина — 30 мм. На зворотному боці колодки — застібка для прикріплення знака ордена до одягу. Планка ордена «За мужність» являє собою прямокутну металеву пластинку, обтягнуту стрічкою. Розмір планки: висота — 12 мм, ширина — 24 мм. На стрічці планки до ордена «За мужність» I ступеня — накладний хрестик з жовтого металу, до ордена II ступеня — накладний хрестик з білого металу.

## Послідовність розміщення знаків державних нагород України
- Знак ордена «За мужність» I ступеня — на шийній стрічці після знаку ордена Богдана Хмельницького I ступеня;
- знак ордена «За мужність» II, III ступенів — на лівому боці грудей після знаку ордена Героїв Небесної Сотні;
- зірка ордена «За мужність» I ступеня — на лівому боці грудей нижче нагород на колодках (стрічках) після зірки ордена «За заслуги» I ступеня.